# Carlfrancisita
La carlfrancisita és un mineral de la classe dels fosfats. Rep el nom en honor del Dr. Carl A. Francis (21 d'octubre de 1949), mineralogista i antic comissari del Museu Mineralògic de la Universitat Harvard (durant 34 anys). Els seus interessos professionals inclouen la mineralogia sistemàtica i la geologia de les pegmatites.

## Característiques
La carlfrancisita és un arsenat de fórmula química Mn2+
3(Mn2+,Mg,Fe3+,Al)42[As3+O₃]₂(As5+O₄)₄[(Si,As5+)O₄]₆[(As5+,Si)O₄]₂(OH)42. Va ser aprovada com a espècie vàlida per l'Associació Mineralògica Internacional l'any 2012. Cristal·litza en el sistema trigonal.
Segons la classificació de Nickel-Strunz, la carlfrancisita pertany a «08.BE: Fosfats, etc. amb anions addicionals, sense H₂O, només amb cations de mida mitjana, (OH, etc.):RO₄ > 2:1» juntament amb els següents minerals: augelita, grattarolaïta, cornetita, clinoclasa, arhbarita, gilmarita, allactita, flinkita, raadeïta, argandita, clorofenicita, magnesioclorofenicita, gerdtremmelita, dixenita, hematolita, kraisslita, mcgovernita, arakiïta, turtmannita, synadelfita, holdenita, kolicita, sabel·liïta, jarosewichita, theisita, coparsita i waterhouseïta.

## Formació i jaciments
Va ser descoberta al nivell 11 de la mina Kombat, a la localitat homònima situada al districte de Grootfontein de la regió d'Otjozondjupa, a Namíbia. Es tracta de l'únic indret de tot el planeta on ha estat descrita aquesta espècie mineral.